# 이마이 (항성)
이마이(Imai) 또는 남십자자리 델타(Delta Crucis, δ Cru)는 천구 남반구의 남십자자리 방향에 있는 항성으로 남십자자리를 구성하는 밝은 별 넷 중 가장 어둡다. 겉보기등급은 2.79이며 2018년 8월 10일 국제천문연맹이 고유 명칭을 부여했다. 이마이는 질량이 크고 뜨거우며 빠르게 회전하는 항성으로 거성으로 진화하는 과정에 있다. 연주시차 자료로부터 구한 이 별까지의 거리는 지구로부터 약 345 광년 (106 파섹)이다.

## 명칭
남십자자리 델타 Delta Crucis는 이 별의 바이어 명명법식 명칭이다. 포르투갈어로 팔리다 Pálida (희미한 것)로 불릴 때도 있다.
이마이 Imai는 현대 에티오피아의 무르시족이 이 별을 부르는 명칭이다. 무르시족의 말에 따르면 이 별이 저녁 황혼녘 서쪽 하늘에서 더 이상 보이지 않게 될 즈음(8월 말)에 오모강(江)이 범람하여 강변의 이마이 imai 풀을 눕게 한 뒤 다시 물이 빠진다고 한다. 무르시족은 오모강이 계절마다 범람하는 시기를 예측하기 위해 남반구 하늘의 별 여럿을 이용하고 있다. 2016년 8월 10일 국제천문연맹 산하 항성명칭 워킹그룹(WGSN)은 남십자자리 델타에 무르시족의 고유 명칭 이마이 Imai를 정식으로 부여하였다.

## 특성

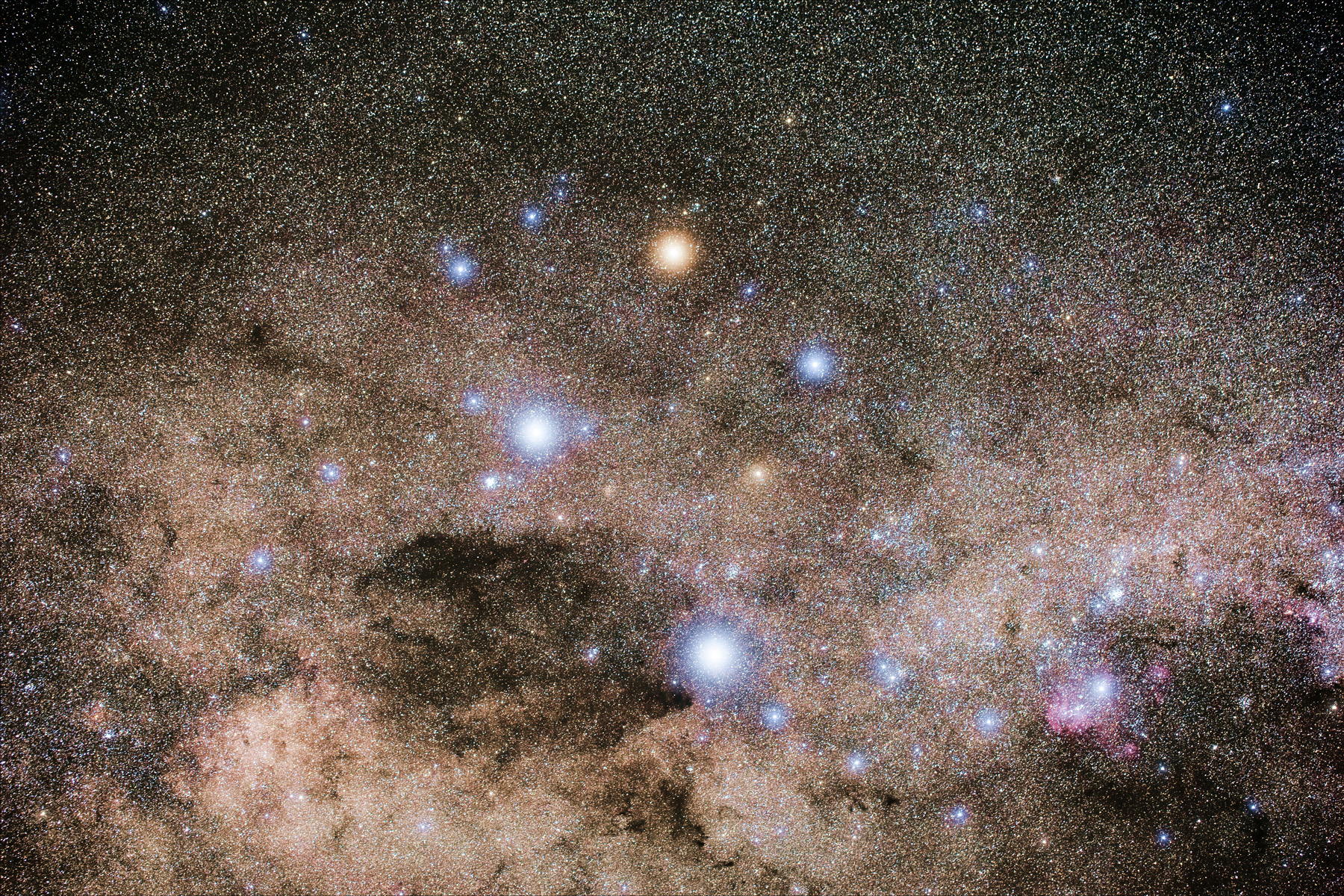
남십자자리. 이마이는 그림의 십자가에서 3시 방향에 있는 청색 별이다.

이 별의 분광형은 B2 IV로 주계열에서 이탈하여 적색거성으로 진화하는 중간 과정에 있으며 먼 미래에 백색왜성으로 생명을 마칠 것이다. 현재 이마이는 외포층의 유효온도인 22570 켈빈에서 태양 광도의 약 1만 배에 이르는 에너지를 복사하여 청백색의 빛을 뿜고 있다. 이마이는 세페우스자리 베타형 변광성의 유력 후보이다. 자전 속도는 매우 빨라 초당 210 킬로미터에 이른다.
이마이는 전갈자리-센타우루스자리 성협(무거운 항성들로 구성된 OB 성협으로 이들은 같은 곳에서 태어난 뒤 우주 공간을 비슷한 움직임을 보이면서 이동 중이다.) 내 센타우루스자리-남십자자리 아래쪽(LCC) 구성원이다. 이 성협은 태양에서 가장 가까운 OB 성협으로 LCC 구성원인 이마이의 나이는 1600만 ~ 2000만 년 사이이다.

## 문화
중화권에서 이마이는 아크룩스, 베크룩스, 가크룩스와 함께 십자가(十字架)를 구성한다. 이들 중 이마이 하나만을 일컫는 명칭은 십자가4(十字架四)이다.
오스트레일리아 중앙부 허만스버그 인근에 거주하는 아란다, 루리차족은 이마이를 포함하여 가크룩스-센타우루스자리 감마-센타우루스자리 델타 넷이 그리는 사각형을 이리트징가 Iritjinga (수리매)로 부른다.
이마이는 오스트레일리아, 뉴질랜드, 파푸아뉴기니의 국기에 남십자성의 일부로 등장한다. 브라질의 국기에서는 미나스제라이스주를 상징한다.